# Ceramius montanus
Ceramius montanus är en stekelart som beskrevs av Gusenleitner 1990. Ceramius montanus ingår i släktet Ceramius och familjen Masaridae. Inga underarter finns listade.